# Chromocryptus huebrichi
Chromocryptus huebrichi là một loài tò vò trong họ Ichneumonidae.